# 大雄與機器人王國
《多啦A夢：大雄與機械人王國》（香港又译作）是2002年3月9日公映的《哆啦A梦电影作品》。此外，藤子·F·不二雄創作公司所繪的漫畫版於《快樂快樂月刊》2002年2月號至3月號連載。是第23部哆啦A梦电影作品。大長編《哆啦A梦系列》第22作漫畫版電影系列5。本片是最後一部由賽璐珞畫製作的哆啦A梦映画作品（翌年的《大雄與不可思議的風使者》之後改由CG製作）。哆啦A梦映画機器人作品第3作。原作为藤本弘、导演芝山努、放送院线为東寶株式會社。票房收入23億1000万日圓。并映作品为《哆啦A梦七小子GOAL!GOAL!GOAL!!》和《我出生的那一天》。電影宣傳標語為《一起，最強！》。

## 概要
- 本作片長為80分鐘，為歷代《多啦A夢》系列電影中片長最短的作品。

## 劇情
大雄因为羡慕小夫炫耀的宠物机器人於是向哆啦A梦求助卻被拒绝。他擅自使用後備百寶袋用“未來百貨公司通訊販賣機”胡乱预定一些机器人。结果大街上到处都是未来的机器人，一片混乱。有一个機器人少年誤闖大雄一行人的世界中！哆啦A梦一行人在處理善後時發現這個机器人少年因為故障陷入昏迷，由於他不是由地球所製作的原因所以無發修復，哆啦A梦一行人决定坐上时光机（时空導航机）將這位机器人少年送回去他居住的世界。但是在過程中哆啦A梦一行人遭到一位來歷不明的機器人的攻擊，儘管他們好不容易擺脫攻擊卻墜落到機器人少年的世界也就是人类和机器人共同存在的神秘國度“机器人王国”。
當哆啦A梦一行人來到机器人王国中後，他們將機器人少年交託給一位負責修復機器人的醫師兼科學家查贝克博士所修復，查贝克博士告訴大雄一行人，當時攻擊他們的機器人是機器人王國的特殊士兵機械兵，原本機器人和人類本來是可以共存下去，直到機器人王國的女王珍娜下令實施「機器人改造計畫」就產生變調，「機器人改造計畫」是感造出沒有感情、轉變成只用来工作的機器人的計畫，查贝克博士為了能尽可能救出許多受到「機器人改造計畫」所迫害的機器人，特地開發出“电子传送机器”將許多的機器人傳送到安全的地方，卻不慎把這個机器人少年送往大雄一行人的世界。
當天晚上，由查贝克博士所修復的機器人少年好不容易甦醒正要出去時被大雄所撞見，機器人少年的名字叫波克，當時他跟他的母親玛利亚因為機械兵的追捕不慎失散，波克的母親玛利亚被捉住囚禁在機器人王國的城堡塔樓的牢房中。儘管波克想去救他的母親卻因為尚未修復再度失去意識，隔天早上，大雄一行人發現和得知波克潛入機器人王國的事時決定帶他回來，但是過程中哆啦A梦為了救走波克不慎被機械兵給捉住，他在牢房中發現波克的母親玛利亚並且得知機器人王國的女王珍娜會實施「機器人改造計畫」的原因和她悲傷的過去。原來女王珍娜從小喪母跟波克和玛利亚一起互相成長，當時女王珍娜的父亲兼前任機器人王國的國王艾德姆國王為了讓機器人王國變成擁有綠意盎然的國家，他決定擔任工程的指揮並且協助開發工作的行程，當艾德姆國王在一次工程意外中為了救下机器人發生意外不幸過世，導致女王珍娜因此受到打擊受到心懷不軌的機械兵之司令官鐵斯塔的蠱惑下才會實施「機器人改造計畫」。
大雄一行人在隔天接獲哆啦A梦要加入決定机器人的生存對戰的“钢铁对战”時跟波克潛入會場並且成功救走哆啦A梦，大雄一行人從哆啦A梦的口中得知波克的母亲玛利亚被关在塔樓的牢房中時，他們決定要救出玛利亚並且阻止「機器人改造計畫」保護許多的機器人還要擺脫機械兵的追擊。鐵斯塔的目的到底是甚麼？他利用女王珍娜的動機到底何在？大雄一行人是否能拯救波克的母亲玛利亚並且阻止「機器人改造計畫」呢？机器人王国的命運到底會如何呢？

## 人物角色
※本作在香港存在兩個粵語配音版本。
- 公映版本：2004年4月3日先在香港戲院上映、後來收錄於DVD及VCD，由寰宇國際發行。2023年由新映影片接手發行，以DVD套裝重新推出。
- TVB版本：2005年7月23日在翡翠台首播，及後亦曾在TVB旗下頻道重播。2024年獲高清修復於myTV SUPER上線。

### 宣傳片旁白
- 香港
  - 預告片（公映版本）：林保全（多啦A夢）、盧素娟（大雄）

### 原著角色
| 角色    | 配音員     | 配音員   | 配音員  | 配音員 | 配音員 |
| 角色    | 日本       | 香港     | 香港    | 臺灣   | 臺灣   |
| 角色    | 日本       | 公映版本 | TVB版本 | 國語   | 客語   |
| ------- | ---------- | -------- | ------- | ------ | ------ |
| 哆啦A夢 | 大山羨代   | 林保全   | 林保全  | 陳美貞 | 劉韶蕙 |
| 大雄    | 小原乃梨子 | 盧素娟   | 盧素娟  | 楊凱凱 | 徐敏莉 |
| 靜香    | 野村道子   | 梁少霞   | 梁少霞  | 許淑嬪 | 王旻瑛 |
| 胖虎    | 立壁和也   | 陳卓智   | 陳卓智  | 劉傑   | 黃振尉 |
| 小夫    | 肝付兼太   | 黃鳳英   | 黃鳳英  | 于正昇 | 陳佾玄 |

### 電影角色
| 角色     | 角色     | 角色     | 配音員              | 配音員   | 配音員        | 配音員   | 配音員                | 介紹 |
| 香港譯名 | 香港譯名 | 台灣譯名 | 日本                | 香港     | 香港          | 臺灣     | 臺灣                  | 介紹 |
| 公映版本 | TVB版本  | 台灣譯名 | 日本                | 公映版本 | TVB版本       | 國語     | 客語                  | 介紹 |
| -------- | -------- | -------- | ------------------- | -------- | ------------- | -------- | --------------------- | --- |
|          |          |          | 桑島法子            | 劉惠雲   | 沈小蘭        | 林美秀   | 徐佑驊                | 居住在機械人王國的機器人少年，瑪利亞的兒子，從小就和珍娜一起生活，由於母親把珍娜也當作親生女兒來看待，因此把珍娜當作是姐姐來看待。自從珍娜的父親艾德姆國王不幸發生意外去世，加上珍娜受到鐵斯塔的蠱惑然後實施「機器人改造計畫」，導致他與母親被洛伊德大軍的追趕，卻因為碰上時空錯亂的影響被送到二十一世紀的大雄的家，為了拯救被抓走的母親瑪利亞，於是和大雄一行人一起對抗鐵斯塔，最後成功救回母親。 |
|          |          |          | 藤田淑子            | （待考） | 蔡惠萍        | 雷碧文   | 劉于慈                | 波克的母親，也是住在機械人王國的一個養育型的機器人，她受艾德姆國王請託被製造出來照顧因為從小喪母的珍娜，也可以說是珍娜的繼母，共同將波克和珍娜培育長大，因為自從艾德姆國王去世導致珍娜受到嚴重的打擊，然後受到鐵斯塔的蠱惑實施「機器人改造計畫」，讓她與波克被機械兵的追趕然後被抓走，卻因為珍娜對她有養育之恩，所以沒有被改造只能被關進塔裡面，最後被大雄一行人成功地救出來與波克和珍娜相逢。 |
|          |          |          | 新山千春            | 陳凱婷   | 陸惠玲        | 雷碧文   | 宋菁玲 彭月春（幼年） | 機器人王國的現任女王，上任國王艾德姆的獨生女兒，由於從小因為親生母親早已過世，當時父親艾德姆國王請人製造養育機器人瑪利亞來照顧年幼的她，她與波克一起長大然後被後者當作是姐姐，原本她的個性相當地很溫柔，可是自從親眼目睹父親在一次工程中為了救下受困的機器人不幸發生意外而喪命受到嚴重打擊。繼承王位後受到大臣鐵斯塔的蠱惑，她就認為機器人不該有感情因此聽從後者的建議下令實施「機器人改造計畫」，但是內心深處依然保有對自己的養育之恩的瑪利亞和波克深厚的感情，使終無法狠下心對他們施行改造，只能將瑪利亞給囚禁起來，後來被鐵斯塔給暗算推下懸崖被波克所救，終於回憶起曾有過的情感協助大雄一行人對抗鐵斯塔，最後成功救出瑪利亞然後完成父親的遺願讓機器人王國變得一個擁有綠意盎然的國家。 此人物題材來自「聖女貞德」。 |
|          |          |          | 穗積隆信            | 張炳強   | 陳曙光        | 陳幼文   | 鍾少庭                | 機器人王國的機器人醫生亦是科學家。為了能儘可能多的救出因為受到「機器人改造計畫」所迫害的機器人，於是開發出電子型的傳送機器將許多的機器人傳送到安全的地方。在這期間不慎將波克送到了大雄的世界，在大雄一行人造訪後幫忙救活波克，跟他們一起對抗鐵斯塔。 |
|          |          |          | 野澤雅子            | 劉惠雲   | 區瑞華        | 許淑嬪   | 王旻瑛                | 查貝克博士的浣熊寵物機器人，是一個可以分辨方向和確認是為否可疑人物的奇怪動物機器人，然後將機器人王國所有的事情全部都告訴大雄一行人幫助他們對抗鐵斯塔。 |
|          |          |          | 愛河里花子          | （待考） | 伍秀霞        | 雷碧文   | 宋菁玲                | 查貝克博士的管家機器人，擁有一級的證書。 |
|          |          |          | （待考）            | （待考） | 翟耀輝        | 于正昌   | 楊明剛                | 機器人王國的前任國王，亦是珍娜的親生父親，因為妻子早已過世，於是請人製造出養育機器人瑪利亞與波克來照顧珍娜，為了讓機器人王國變成一個擁有綠意盎然的國家，親自擔任工程的指揮，可是有一天因為發生意外為了救下被受困的機器人導致他不幸發生意外過世，造成珍娜下令實施「機器人改造計畫」的一切開端。 |
|          |          |          | 森山周一郎          | 梁志達   | 潘文柏        | 陳幼文   | 楊明剛                | 本片終極敵人與反派角色，機器人王國機械兵司令官。並且蠱惑珍娜下令進行「機器人改造計畫」，雖然表面上看似是個很有忠誠的大臣，可是內心相當很邪惡卻有強大的野心，為了奪取機器人王國並自封為國王，先是利用珍娜然後暗算後者藉此奪取王位，最後被大雄一行人給徹底擊垮然後打敗。真實身分為查貝克博士的雙胞胎弟弟，長得跟查貝克一模一樣。雖然他們兄弟倆都是科學家，可是他卻因為自己的野心而誤入歧途。 |
|          |          |          | 小杉十郎太 中嶋聰彥 | 黃志明   | 翟耀輝 蘇強文 | （待考） | 黃紹彬                | |

## 備註
1. 中國大陸吉林美術出版社漫畫版譯名
2. 中國大陸吉林美術出版社漫畫版譯名
3. 中國大陸吉林美術出版社漫畫版譯名
4. 中國大陸吉林美術出版社漫畫版譯名
5. 中國大陸吉林美術出版社漫畫版譯名
6. 中國大陸吉林美術出版社漫畫版譯名
7. ↑  香港寰宇國際發行電影英文譯名
8. ↑  香港新映影片發行DVD英文譯名

## 外部連結
- *（页面存档备份，存于）
- 《電影多啦A夢– 大雄與機械人王國》香港官方網站 （页面存档备份，存于）
- 互联网电影数据库（IMDb）上《大雄與機器人王國》的资料（英文）
- 開眼電影網上《大雄與機器人王國》的資料（繁體中文）
- 时光网上《大雄與機器人王國》的資料（简体中文）
- 豆瓣电影上《大雄與機器人王國》的資料 （简体中文）